# 國際導盲犬日
國際導盲犬日（英語：International Guide Dog Day）訂於每年4月的最後一個星期三。世界各地不少國家的導盲犬機構都會在這天舉辦慶祝或宣導活動，以感謝導盲犬的付出及讓民眾瞭解導盲犬的相關知識。
惠光導盲犬教育基金會配合國際導盲犬日，每年3月至5月會在台灣各地舉辦大型導盲犬宣導活動，讓社會大眾提升對導盲犬的認識，積極促進台灣向導盲犬友善社會更進一步。
台灣導盲犬協會將4月訂為導盲犬月，在該月於全台各地舉辦宣導活動。

## 另見
- 國際盲人節（英语：White Cane Safety Day），10月15日
- 國際狗狗日，8月26日
- 國際搜救犬日，4月的最後一個星期日